# إيما رايناس
إيما كارولين رايناس (بالسويدية: Emma Rienas)‏ (من مواليد 15 أكتوبر 1982) هيعداءة سويدي متقاعدة.  وقد مثلت بلادها في سباق التتابع 4 × 100 متر في بطولة العالم 2005 . بالإضافة إلى ذلك، احتلت المركز السادس في نفس الحدث في بطولة أوروبا 2010 .

## المسابقات الدولية
| العام               | المسابقة                                    | المكان              | المركز              | حدث                 | ملاحظة                                          |
| Representing السويد | Representing السويد                         | Representing السويد | Representing السويد | Representing السويد | Representing السويد                             |
| ------------------- | ------------------------------------------- | ------------------- | ------------------- | ------------------- | ----------------------------------------------- |
| 1999                | European Youth Olympic Days ‏                | إيسبيرغ             | 3rd                 | 100 m               | 12.11                                           |
| 2000                | بطولة العالم للناشئين لألعاب القوى 2000     | سانتياغو            | 3rd                 | 4 × 100 m relay     | 44.78                                           |
| 2005                | بطولة العالم لألعاب القوى 2005              | هلسنكي              | 11th (h)            | 4 × 100 m relay     | 43.67 [الإنجليزية]                              |
| 2006                | بطولة أوروبا لألعاب القوى 2006              | غوتنبرغ             | 27th (h)            | 100 m               | بطولة أوروبا لألعاب القوى 2006 – سيدات 100 متر ‏ |
| 2006                | بطولة أوروبا لألعاب القوى 2006              | غوتنبرغ             | 8th (h)             | 4 × 100 m relay     | 44.08                                           |
| 2009                | بطولة أوروبا لألعاب القوى داخل الصالات 2009 | تورينو              | 12th (sf)           | 60 m                | 7.40 [الإنجليزية]                               |
| 2010                | بطولة العالم لألعاب القوى داخل الصالات 2010 | الدوحة              | 15th (sf)           | 60 m                | 7.38 [الإنجليزية]                               |
| 2010                | بطولة أوروبا لألعاب القوى 2010              | برشلونة             | 6th                 | 4 × 100 m relay     | 43.75                                           |

## أفضل الأرقام الشخصية
في الهواء الطلق
- 100 متر - 11.54 (+1.8   م / ث، سوندسفال 2009)
- 200 متر - 24.00 (0.0   م / ث، سولينتونا 2006)

داخلي
- 60 مترا - 7.32 (تورينو 2009)
- 200 متر - 25.18 (مالمو 2005)

## روابط خارجية
- إيما رايناس على موقع الاتحاد الدولي لألعاب القوى (الإنجليزية)
- إيما رايناس على موقع الدوري الماسي (الإنجليزية)